# HMS Erne (U03)
Pour les autres navires du même nom, voir HMS Erne.
Le HMS Erne est un sloop britannique, de la classe Black Swan, qui participa aux opérations navales contre la Kriegsmarine (marine Allemande) pendant la seconde Guerre mondiale.

## Construction et conception
L'Erne est commandé le 21 juin 1939 dans le cadre de programmation de 1939 pour le chantier naval de Furness Shipbuilding Company à Haverton Hill, faubourg de Stockton-on-Tees en Angleterre. Sa pose de la quille est effectuée le 21 septembre 1939, le navire est lancé le 5 août 1940 et sa mis en service le 3 avril 1941.
Il a été adopté par le district de Bootle dans le Merseyside en Angleterre, dans le cadre de la Warship Week (semaine des navires de guerre) en 1942.
La classe Black Swan était une version allongée des sloops antérieurs de la classe Egret. L'armement principal se composait de six canons antiaériens QF 4 pouces Mk XVI dans trois tourelles jumelles, avec la quatrième tourelle de 4 pouces de la classe Egret supprimée pour permettre l'ajout d'un quadruple canons 2 livres pom-pom antiaérien à courte portée. L'armement anti-sous-marin se composait de lanceurs de charges de profondeur avec 40 charges de profondeur transportées,.

## Historique
Le 30 avril 1941, alors que l'Erne (lieutenant-capitaine de vaisseau HM Darell-Brown) est toujours dans le chantier naval du constructeur (4 jours après sa mise en service), une attaque aérienne allemande cause de lourds dégâts. Les réparations dureront jusqu'en juin 1942.
En juillet 1942, il rejoint le 45e Groupe d'escorte dans le cadre de l'escorte pour le convoi OS35 vers Freetown en Sierra Leone.
Le 31 juillet 1942, des charges de profondeur des trois sloops britanniques Erne (Lt.Cdr. EDJ Abbot, RN), Rochester (Cdr. CB Allen, RN) et Sandwich (Lt.Cdr. H. Hill, RNR) coulent le sous-marin allemand U-213 dans l'Atlantique Nord-Est au large des Açores, à la position géographique de 36° 45′ N, 22° 50′ O.
Le 29 août 1942, l'Erne, toujours sous le commandement du Lt Cdr Abbot, saborde le marchand hollandais Zuiderkerk avec des charges de profondeur. Le sous-marin allemand U-566 avait torpillé le Zuiderkerk au ouest-nord-ouest de Lisbonne au Portugal à la position géographique de 40° 20′ N, 16° 02′ O. Une torpille a provoqué des inondations importantes dans les cales avant, ce qui a forcé les 56 membres d'équipage et les douze passagers à abandonner le navire tôt le matin. Les survivants seront récupérés par le Leith.
En novembre 1942, il est transféré au 43e Groupe d' escorte basé à Gibraltar pour la défense des convois. Il est déployé pour soutenir les débarquements alliés en Afrique du Nord.
En décembre 1943, le lieutenant-capitaine de vaisseau Walter Raleigh Hickey, RNR assume le commandement de l'Erne, jusqu'au 18 juin 1945.
Après la victoire des alliés sur les forces allemandes en mai 1945, il est affecté à la British Pacific Fleet sous les ordres du lieutenant-capitaine de vaisseau James Arbouin Burnett, qui occupe le commandement jusqu'au 15 juin 1946, et arrive à Colombo le 11 août 1945.

## Destin
L'Erne reste avec la flotte du Pacifique britannique, et aide au rapatriement des ressortissants alliés en Extrême-Orient jusqu'à la fin de 1945.
Il retourne à Plymouth le 19 février 1946 pour être transféré à la Réserve. Il est choisi pour être utilisé comme navire de forage RNVR pour la division Solent et est renommé HMS Wessex à Southampton après sa conversion par le chantier naval HM Portsmouth pour ces fonctions à Portsmouth.
L'Erne est placé sur la liste des destructions en 1965 et vendu à Bisco le 27 octobre 1965 pour être démantelé par General Navigation and Storage à Anvers. Le navire est arrivé en remorque au chantier du ferrailleur le 27 octobre 1965 où il est démantelé.